# Schutzwald

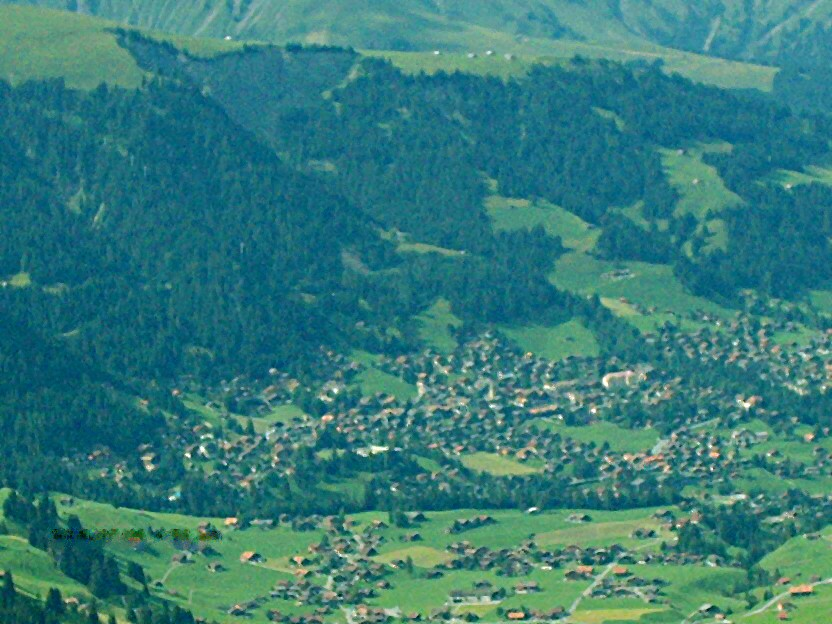
Schutzwald in den Steilhängen über Adelboden

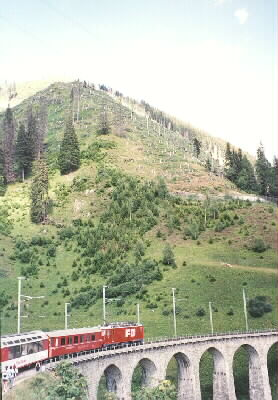
Fast zerstörter Schutzwald

Als Schutzwald wird im Allgemeinen vor allem der Bergwald oberhalb von Dörfern, Straßen und Schienen in Berggebieten bezeichnet, der Talbewohnern Schutz vor Steinschlag, Erdrutsch und Lawinenbildung bietet. Schutzwald ist jedoch nicht nur für die unmittelbare Umgebung wichtig, da der Wald im Berggebiet Hochwasser und Überschwemmungen im Unterland verhindert.
Im Forstrecht gehören zu den Schutzwäldern auch Wälder in Steillagen außerhalb von Berggebieten (Straßenschutzwald, Erosionsschutzwald), auf labilen Standorten (z. B. Flugsand) oder an Gewässern (Uferschutz). Neben dem unmittelbaren Schutz des Bodens, auf dem sie stehen, haben Schutzwälder auch Schutzfunktionen gegenüber umliegenden Siedlungen (z. B. Lärmschutzwald), Gewässern (Grundwasserschutz und Wasserrückhaltung, also die Vermeidung von Hochwasserspitzen) oder Kulturpflanzen (so schützt z. B. Wald oberhalb von Weinbergen diese vor abfließender Kaltluft).
Neben diesen verschiedenen auf Dauer angelegten Schutzwaldtypen gibt es auch sogenannten temporären Schutzwald. Hierbei handelt es sich um bestimmte Waldbestände, die anderen Beständen in Hauptwindrichtung vorgelagert sind. Sie schützen die benachbarten Waldbestände vor Sturmschäden und dürfen daher nicht ohne weiteres eingeschlagen werden.
Vom Schutzwald zu unterscheiden ist geschützter Wald, der seinerseits besonderen Schutz genießt, z. B. naturschutzrechtlich geschützte Waldgesellschaften.

## Grundlagen
Der ideale Schutzwald (gegen Lawinen und Steinschlag) ist ein lockerer Mischwald mit Bäumen unterschiedlicher Altersstufe, die in Rotten wachsen (Baumgruppen mit Bäumen verschiedenen Alters). Einzelne Baumarten haben unterschiedliche Vor- und Nachteile im Schutzwald. Beispielsweise wachsen Fichten schnell und sind zunächst unempfindlicher gegen Steinschlagsverletzungen, andererseits wurzeln sie flach, was sie für Sturmschäden anfällig macht, und nach Beschädigungen des Stammes entwickelt sich rasch Rotfäule, die den Baum schwächt. Weißtannen haben tiefe Wurzeln und sind gegenüber Stürmen weniger anfällig, in der Jugendphase jedoch bei hohen Wildbeständen stark verbissgefährdet. Bergahorn wurzelt sogar in Geröllhalden, die sich bewegen, ist aber gegen starken Frost empfindlicher als Nadelbäume.
Schutzwald ist bei weitem der kostengünstigste Schutz gegen Lawinen: Selbst im extremen Lawinenwinter von 1999 gab es in der Schweiz keinen Lawinenanriss in einem Schutzwaldgebiet. Der Wald verhindert die Bildung einer gleichmäßigen Schneeschicht, da der Schnee zuerst zurückgehalten wird und dann paketweise von den Ästen auf den Boden fällt.
- Die Kosten für die Pflege eines existierenden Schutzwaldes während 100 Jahren betragen weniger als 200.000 Euro pro Hektar
- Geht der Schutzwald beispielsweise durch Sturm verloren, muss durch Naturverjüngung, Aufforstung und falls nötig Lawinenverbauungen für Ersatz der Schutzwirkung gesorgt werden. Auch Wildschäden durch Wildverbiss und Schälung, Beweidung und unsachgemäße Bewirtschaftung können eine Sanierung des Schutzwaldes notwendig machen. Die dabei entstehenden Kosten für Lawinen- und Gleitschneeverbauung und anschließende Aufforstung können bis zu 600.000 Euro pro Hektar betragen.
- Die Errichtung und Pflege von Lawinenverbauungen, die einen Schutzwald ersetzen, kosten etwa 2 Millionen Euro pro Hektar (auf 100 Jahre gerechnet).

## Schweiz
In den Schweizer Alpen wurden bereits im Hochmittelalter Wälder wegen ihrer Schutzfunktion gegen Lawinen oder Steinschlag mit dem Bann belegt (der allgemeinen Nutzung entzogen). Die ältesten Schutzbriefe stammen aus den Kantonen Schwyz und Uri. Im 15. Jahrhundert war der Bannwald als Schutzwald im Berggebiet weit verbreitet, der gleiche Ausdruck wurde jedoch auch im Mittelland verwendet, dort jedoch als Instrument der Nutzungsregelung.
Im 18. und besonders in der ersten Hälfte des 19. Jahrhunderts wurden Wälder zur Holzgewinnung abgeholzt und das Land anschließend landwirtschaftlich genutzt. Dadurch nahm die Waldfläche stark ab und die Geschiebemengen nahmen zu, was zusammen mit klimatischen Einflüssen zu zahlreichen Überschwemmungen führte. In einigen Gegenden entstanden aus früher fruchtbarem Land Sumpfgebiete, in denen die Malaria endemisch wurde. Besonders schwer betroffen waren die Linthebene zwischen Walensee und Zürichsee und das Berner Seeland, aber auch die Städte an Aare und Rhein litten unter den häufigen Hochwassern.
Der Zusammenhang zwischen Überschwemmungen, Geschiebe und Abholzung wurde schon früh gesehen. 1840 wetterte Jeremias Gotthelf gegen den Kahlschlag des Emmentaler Walds, der zu immer stärkeren Überschwemmungen führte. Die Wälder unterstanden jedoch der Hoheit der Kantone. Der 1843 gegründete Schweizer Forstverein setzte sich nicht nur für den Erhalt der Wälder ein, sondern forderte auch, dass die Eidgenossenschaft sich dafür engagiere. Der Bundesrat veranlasste den 1862 erschienenen „Bericht an den hohen schweizerischen Bundesrath über die Untersuchungen der schweizerischen Hochgebirgswaldungen“ von Forstprofessor Elias Landolt. 1874 wurden die Bergwälder unter die Aufsicht des Bundes gestellt, 1876 trat das „Bundesgesetz betreffend die Oberaufsicht des Bundes über die Forstpolizei im Hochgebirge“ in Kraft, das für eine nachhaltige Bewirtschaftung der Wälder eintrat. Es verwendete nicht den Begriff Bannwald, sondern Schutzwald.
Unterschieden wird in
- Schutzwald mit Priorität 1: direkter Schutz von Mensch und Infrastruktur vor Naturgefahren wie Steinschlag oder Rutschungen
- Schutzwald mit Priorität 2: indirekter Schutz durch seine Rückhaltefunktion (Reduktion des Wasserabflusses bei starken Regenfällen und somit Schutz vor Hochwasser, Bodenerosion u. ä.)[3]

## Deutschland
Ergibt sich die Schutzwaldeigenschaft eines Waldes nicht bereits unmittelbar aus örtlicher landesforstgesetzlicher Definition, kann er laut Bundesrecht dazu erklärt werden. Voraussetzung ist die Notwendigkeit bestimmter forstlicher Maßnahmen zum Schutz der Allgemeinheit vor Gefahren oder je erheblichen Nachteilen oder schon Belästigungen, insbesondere zum Schutz vor oder zur Verhütung von Lawinen oder schädlich abfließendem Niederschlag, Erosion durch Wasser oder Wind oder sonstigem schädlichen Umwelteinfluss. Ein Kahlhieb oder eine diesem in der Wirkung gleichkommende Lichthauung ist nach diesem Rahmengesetz bundeseinheitlich genehmigungspflichtig.

### Bayern

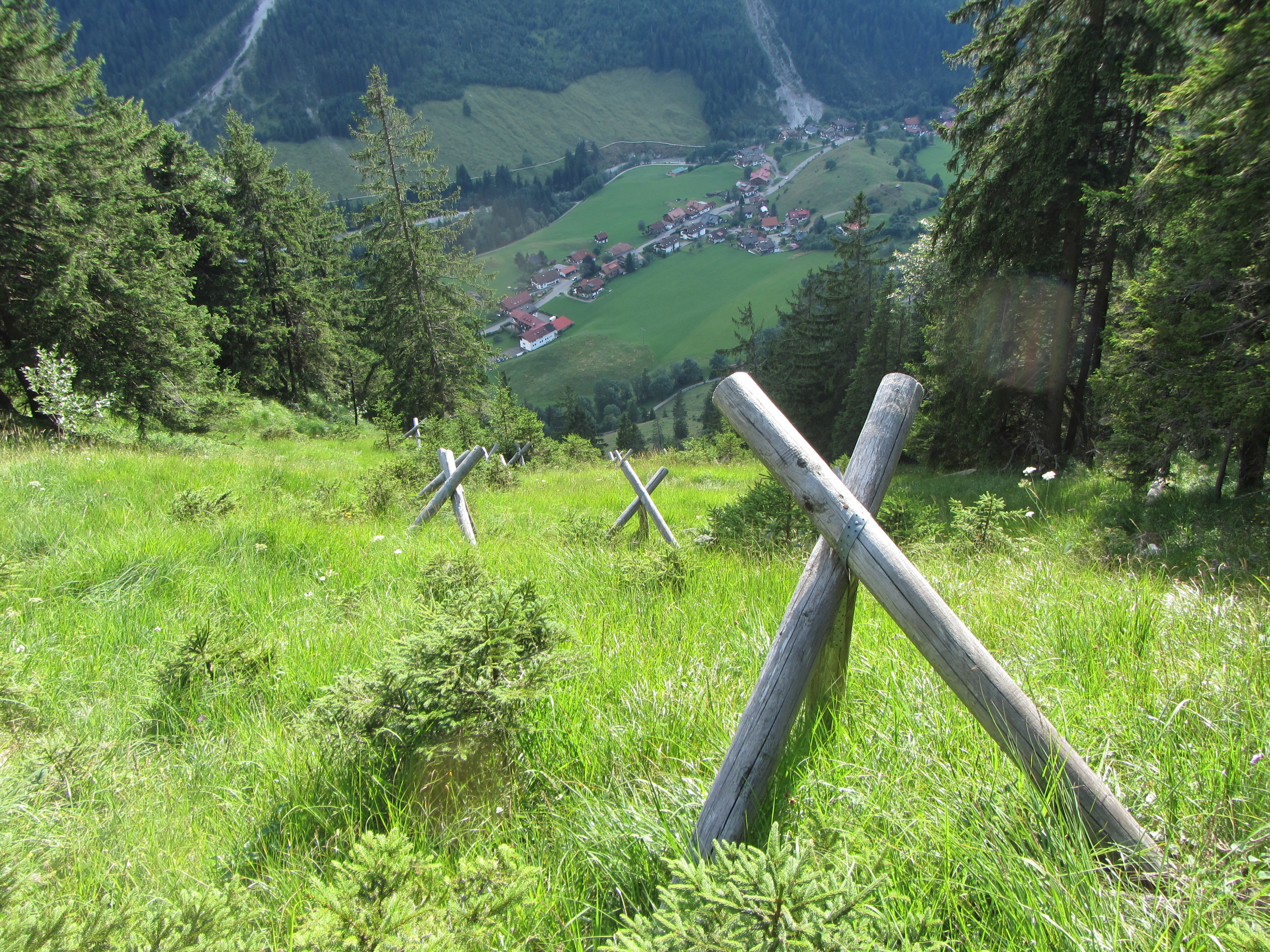
Schutzwaldsanierungsfläche mit Dreibeinböcken oberhalb von Hinterstein, Lkr. Oberallgäu

In Bayern ist der Schutzwald im Bayerischen Waldgesetz (BayWaldG) in Artikel 10 definiert. Dort wird zwischen permanentem und temporärem Schutzwald unterschieden. Der temporäre Schutzwald ist Wald, der benachbarten Wald vor Sturmschäden schützt. Der permanente Schutzwald ist Wald in den Hoch- und Kammlagen der Alpen und Mittelgebirge, Wald der seinen eigenen Standort vor Verkarstung, Erosion und Humusschwund schützt und Wald der vor Naturgefahren wie Lawinen, Felsstürzen, Steinschlägen, Erdabrutschungen, Hochwassern, Überflutungen, Bodenverwehungen oder ähnlichen Gefahren schützt oder die Flussufer erhält. Kahlhieb ist dort ohne behördliche Erlaubnis regelmäßig eine Ordnungswidrigkeit. Eine Eigenschaft als permanenter Schutzwald wird auf Antrag oder bei Zweifeln von Amts wegen durch die Forstbehörde festgestellt, die die Schutzwaldeigenschaft, ihre Anordnungen zur Funktionsabsicherung und eine etwaige Kahlschlagerlaubnis im Schutzwaldverzeichnis erfasst.
In den Bayerischen Alpen gibt es ca. 147.000 ha Schutzwald.
Im Mittelalter erlebte der Schutzwald im Alpenraum erste Beeinträchtigungen durch den Menschen. Die Herstellung von Eisen- und Glaswaren erforderte große Mengen Holz für das befeuern der Brennöfen. Darüber hinaus wurden für die Salzproduktion Soleleitungen und Brennholz für die Siedereien benötigt. Dieses Holz wurde zunächst in der Nähe von Siedlungen geschlagen. Ab dem 15. Jahrhundert kam es zu einer deutlichen Bevölkerungszunahme im Alpenraum. Wald wurde für neue Siedlungen und zur Gewinnung von Weideland gerodet. Im 19. Jahrhundert war der Bergwald im bayerischen Alpenraum bereits stark dezimiert. Das Bild war geprägt von ausgedehnten Kahlschlägen. Umwelteinflüsse wie Stürme und Lawinenabgänge setzten dem geschwächten Wald immer weiter zu. Überschwemmungen, Murenabgänge und Lawinen forderten immer mehr Todesopfer und verursachten auch großen Sachschaden und die Vernichtung landwirtschaftlicher Flächen. Eine wichtige Rolle spielte auch die Jagd. Bis zur Einführung der Hofjagdreviere Anfang des 19. Jahrhunderts herrschte ein stabiles biologisches Gleichgewicht. Danach wurden Wolf, Luchs und Bär im Rahmen der sportlichen Jagd ausgerottet. In der Folge vermehrten sich die Bestände von Rotwild und Gamswild unkontrolliert. Durch den zunehmenden Wildverbiss wurden viele damals junge Bäume stark geschädigt. Erst mit der Revolution von 1848 verbesserte sich die Situation für den Schutzwald etwas, als Jagdgesetze gelockert wurden und die Wilderei zunahm. Später wurde die staatliche Aufsicht über die Jagd wieder verschärft. Die Wildbestände stiegen wieder an und drangen immer weiter auch in unzugängliche Hochlagen vor – mit fatalen Folgen für den dortigen Wald. Das 20. Jahrhundert war geprägt von einer Vervierfachung der Bevölkerungsdichte und einem entscheidenden Strukturwandel. Verkehrswege wurden ausgebaut, die stark zunehmende Industrialisierung verursachte durch den Schadstoffausstoß weitere Schäden und der Massentourismus verschärfte die Situation weiter. Bis zum heutigen Tag ist die natürliche Verjüngung des Schutzwaldes stark eingeschränkt.

### Sachsen
Schutzwald ist hier jeder Wald auf erosionsgefährdeten Standorten oder solcher, der dazu erklärt wurde durch Rechtsverordnung, die dann auch seine Bewirtschaftung regeln kann. Ausnahmsweise kann ihn die Forstbehörde durch Verwaltungsakt dazu erklären, falls es sich um eine Fläche in einem bereits unter Naturschutz stehenden Gebiet oder um eine unbewirtschaftete Naturwaldzelle handelt.

## Österreich
In Österreich ist Bannwald eine Sonderform der Wälder mit Sonderbehandlung nach Abschnitt B Forstgesetz 1975. Das Gesetz unterscheidet Standortschutzwald nach § 21 Abs. 1 Forstgesetz, der dem Schutz des Bodens (Flugsand- oder Flugerdeböden, zur Verkarstung neigende oder stark erosionsgefährdete Standorte, felsige, seichtgründige oder schroffe Lagen, abrutschungsgefährdete Hänge, die Kampfzone des Waldes) und Objektschutzwald, die explizit Menschen, menschliche Siedlungen oder Anlagen, oder kultivierten Boden schützen (§ 21 Abs. 2 Forstgesetz). Letztere können aufgrund von volkswirtschaftlichen oder sonstigen öffentlichen Interessen durch Bescheid in Bann gelegt werden und sind dann Bannwald im Sinne §§ 27 ff. Forstgesetz. Daneben kennt das österreichische Gesetz auch den Begriff Wald mit besonderem Lebensraum (Biotopschutzwald, § 32a Forstgesetz).
Durchforstungen und Holzerntemaßnahmen sind im Schutzwald nicht generell verboten. Vielmehr sind sie vielerorts in dichten Beständen sinnvoll und notwendig, um deren Schutzfunktion zu verbessern. Ziel von Schutzwalddurchforstungen kann beispielsweise sein, zu gering vertretene stabilisierende Mischbaumarten wie die Weißtanne zu begünstigen und von bedrängenden Nachbarfichten zu befreien.